# Skataholmen, Esbo
Skataholmen är en ö i Finland. Den ligger i Finska viken och i kommunen Esbo i den ekonomiska regionen  Helsingfors i landskapet Nyland, i den södra delen av landet. Ön ligger omkring 13 kilometer väster om Helsingfors.
Öns area är 8,8 hektar och dess största längd är 410 meter i öst-västlig riktning.